# Развој светског рекорда у троскоку за мушкарце на отвореном
Први светски рекорд у троскоку за мушкарце признат је од ИААФ (International Association of Athletics Federations – Међународна атлетска федерација), 1912. године. То је био троскок Дан Ахеарн од 15,52 метра постигнут 1911
Од 21. јуна 2009, ИААФ је ратификовао 27 светских рекорда.
Тренутни светски рекорд код мушкараца је 18,29 метара а постигао га је Џонатан Едварс, Уједињено Краљевство у Гетеборгу 7. августа 1995.

## Светски рекорди у троскоку које је признала ИААФ
(резултати су дати у метрима)
| Дужина | Ветар | Атлетичар                             | Датум               | Место                  | Трајање                       |
| ------ | ----- | ------------------------------------- | ------------------- | ---------------------- | ----------------------------- |
| 15,52  |       | Ден Ахерн, Сједињене Државе           | 30. мај 1911.       | Њујорк, САД            | 13 година, 1 месец и 12 дана  |
| 15,52  |       | Ник Винтер, Аустралија                | 12. јул 1924.       | Париз, Француска       | 7 година, 3 месеца и 15 дана  |
| 15,58  |       | Микио Ода, Јапан                      | 27. октобар 1931.   | Токио, Јапан           | 9 месеци и 18 дана            |
| 15,72  |       | Чухеј Намбу, Јапан                    | 14. август 1932.    | Лос Анђелес, САД       | 3 године и 4 месеца           |
| 15,78  |       | Џек Меткалф, Аустралија               | 14. децембар 1935.  | Сиднеј, Аустралија     | 7 месеци и 23 дана            |
| 16,00  | 0,6   | Наото Таџима, Јапан                   | 6. август 1936.     | Берлин, Немачка        | 15 година, 1 месец и 24 дана  |
| 16,00  | 1,6   | Адемар да Силва, Бразил               | 3. децембар 1950.   | Сао Пауло, Бразил      | 9 месеци и 27 дана            |
| 16,01  | 1,2   | Адемар да Силва, Бразил               | 30. септембар 1951. | Рио де Жанеиро, Бразил | 9 месеци и 23 дана            |
| 16,12  |       | Адемар да Силва, Бразил               | 23. јул 1952.       | Хелсинки, Финска       | 0 дана                        |
| 16,22  |       | Адемар да Силва, Бразил               | 23. јул 1952.       | Хелсинки, Финска       | 11 месеци и 26 дана           |
| 16,23  | 1,5   | Леонид Шчербаков, Совјетски Савез     | 19. јул 1953.       | Москва, СССР           | 1 година, 8 месеци и 7 дана   |
| 16,56  | 0,2   | Адемар да Силва, Бразил               | 26. март 1955.      | Мексико, Мексико       | 3 године, 3 месеца и 23 дана  |
| 16,59  | 1,0   | Олег Рјаховски, Совјетски Савез       | 19. јул 1958.       | Москва, СССР           | 9 месеци и 14 дана            |
| 16,70  | 0,0   | Олег Федосејев, Совјетски Савез       | 3. мај 1959.        | Наљчик, СССР           | 1 година, 3 месеца и 2 дана   |
| 17,03  | 1,0   | Јозеф Шмид, Пољска                    | 5. август 1960.     | Олштин, Пољска         | 8 година, 2 месеца и 11 дана  |
| 17,10  | 0,0   | Ђузепе Ђентиле, Италија               | 16. октобар 1968.   | Мексико, Мексико       | 1 дан                         |
| 17,22  | 0,0   | Ђузепе Ђентиле, Италија               | 17. октобар 1968.   | Мексико, Мексико       | 0 дана                        |
| 17,23  | 2,0   | Виктор Сањејев, Совјетски Савез       | 17. октобар 1968.   | Мексико, Мексико       | 0 дана                        |
| 17,27  | 2,0   | Нелсон Пруденсио, Бразил              | 17. октобар 1968.   | Мексико, Мексико       | 0 дана                        |
| 17,39  | 2,0   | Виктор Сањејев, Совјетски Савез       | 17. октобар 1968.   | Мексико, Мексико       | 2 године, 9 месеци и 19 дана  |
| 17,40  | 0,4   | Педро Перез, Куба                     | 5. август 1971      | Кали, Колумбија        | 1 година, 2 месеца и 12 дана  |
| 17,44  | -0,5  | Виктор Сањејев, Совјетски Савез       | 17. октобар 1972.   | Сухуми, СССР           | 2 године, 11 месеци и 28 дана |
| 17,89  | 0,0   | Жоао Карлос да Оливеира, Бразил       | 15. октобар 1975.   | Мексико, Мексико       | 9 година, 8 месеци и 1 дан    |
| 17,97  | 1,5   | Вили Бенкс Сједињене Државе           | 16. јун 1985.       | Индијанаполис, САД     | 10 година, 1 месец и 2 дана   |
| 17,98  | 1,8   | Џонатан Едвардс, Уједињено Краљевство | 18. јул 1995.       | Саламанка, Шпанија     | 20 дана                       |
| 18,16  | 1,3   | Џонатан Едвардс, Уједињено Краљевство | 7. август 1995.     | Гетеборг, Шведска      | 0 дана                        |
| 18,29  | 1,3   | Џонатан Едвардс, Уједињено Краљевство | 7. август 1995.     | Гетеборг, Шведска      | 29 година и 296 дана          |